# Hamza Mathlouthi
Hamza Mathlouthi (sinh ngày 25 tháng 7 năm 1992) là một cầu thủ bóng đá người Tunisia thi đấu ở vị trí hậu vệ cho CS Sfaxien

## Danh hiệu
CA Bizertin
Á quân
- Giải bóng đá hạng nhất quốc gia Tunisia: 2011–12